# Agalloch
Gli Agalloch sono un gruppo musicale statunitense di genere metal, creato a Portland (Oregon) nel 1995 per iniziativa del cantante e chitarrista John Haughm.
La musica del gruppo è caratterizzata da sonorità malinconiche molto particolari, risultato di un insieme che mescola elementi di doom metal, neofolk, black metal e post-rock. Nel corso della loro carriera hanno pubblicato cinque album in studio ed altrettanti EP.
Nel maggio del 2016 la band si scioglie, salvo annunciare una reunion nell'aprile del 2023.

## Storia del gruppo

### Nascita
Gli Agalloch nascono nel 1995 grazie a John Haughm (cantante, chitarrista e inizialmente anche batterista e bassista) e Shane Breyer (tastierista), e prendono il loro nome dall'Aquilaria agallocha, un tipo di legno resinoso molto profumato. All'inizio del 1996 vennero composti alcuni brani, e durante l'estate si unì il chitarrista Don Anderson per rifinire il materiale prodotto. Queste canzoni vennero successivamente pubblicate nella demo From Which of This Oak nell'autunno dello stesso anno. La pubblicazione mostrava una certa influenza black metal, mischiato con elementi che sarebbero stati utilizzati negli album successivi in differenti forme. Poco dopo aver registrato la demo, al gruppo si unì Jason William Walton come bassista.

### Pale Folklore
Nel 1998 il gruppo registrò una demo promozionale per sole etichette discografiche. Questa demo catturò l'attenzione della The End Records, che gli offrì un contratto, dal quale scaturì l'album Pale Folklore. L'album presentava meno influenze black metal rispetto a prima, le canzoni della precedente demo furono rifinite e le canzoni inedite sono più vicine a folk e doom metal inseriti in un contesto molto malinconico e atmosferico. Per la sua originalità l'album incontrò il favore della critica. Finita la registrazione, Breyer lasciò il gruppo per dedicarsi agli studi.

### Of Stone, Wind and Pillor
Dopo un periodo di pausa, il gruppo pubblicò un EP di materiale inedito del periodo 1998-2001 intitolato Of Stone, Wind and Pillor, presentando elementi neofolk e ambient e una voce meno distorta. L'EP includeva inoltre una cover della band Sol Invictus, "Kneel To The Cross", che successivamente sarebbe anche stata pubblicata su Sol Lucet Omnibus, una compilation di tributo ai Sol Invictus organizzata dall'etichetta francese Cynerfierrd. Molti brani presenti nell'EP come la cover appena citata e "Haunting Birds" fanno tuttora parte del repertorio live della band.

### The Mantle
Tra il 2001 e il 2002 gli Agalloch registrarono The Mantle, che presentava nel libretto fotografie di statue e fontane presenti nella downtown di Portland. Quest'album è molto più orientato verso il neofolk, la voce concede spesso passaggi in clean e la strumentazione è principalmente acustica. L'album segnò un cambiamento nell'attenzione della critica verso gli Agalloch, che fecero diverse interviste con magazine in vista.
In seguito alla pubblicazione di The Mantle, gli Agalloch fecero il loro primo concerto il 6 marzo 2003 a Portland, in Oregon. A questo ne seguirono altri in marzo e un tour nella costa ovest degli Stati Uniti in maggio.
Nel 2003 fu pubblicato Tomorrow Will Never Come e nel 2004 uscì The Grey. Questi EP mostrano il lato più sperimentale degli Agalloch, che spaziano al di fuori dell'heavy metal incontrano dimensioni post-rock, folk, ambient e addirittura drone e industrial. Gli Agalloch suonarono una serie di concerti nella costa est durante il 2004, alcuni dei quali a Toronto, in Canada. Sempre nel 2004 fu pubblicato uno split con la band finlandese Nest, mettendo in luce il lato neofolk degli Agalloch.

### Ashes Against the Grain
L'8 agosto 2006 fu pubblicato Ashes Against the Grain sempre dalla The End Records, il disco è principalmente influenzato dal post-rock, dà meno peso alle chitarre acustiche rispetto a The Mantle e più importanza alle chitarre distorte, in modo da dare all'album un sound diverso rispetto a quello dei precedenti. Questa volta la band gioca infatti con l'effettistica per chitarra creando sul finale del disco anche muri sonori al limite del noise, il resto mantiene invece lo stile malinconico della band, ma in un contesto molto più progressivo ed elegante. Il disco in questione è stato tra le altre cose il primo senza John Haughm dietro le pelli, visto che in quel periodo la band aveva aggiunto il batterista Chris Greene come un quarto elemento della formazione.

### The White
Il 28 febbraio 2008 esce uscito l'ultimo EP degli Agalloch, The White, su etichetta Vendlus in sole 2000 copie, già quasi tutte esaurite nel periodo di pre-ordine.
Contiene sette tracce neofolk, caratterizzate da un'atmosfera intimista e malinconica, è considerato da molti il miglior EP pubblicato dalla band. Il disco è stato scritto e registrato tra il 2004 e il 2007 ed è la controparte ideale di The Grey (sempre edito dalla Vendlus).

### Marrow of the Spirit
Quarto album della band uscito il 23 novembre 2010 registrato interamente in analogico ed edito dalla Profound Lore Records. Marrow of the Spirit è il primo disco della band a contenere strutture totalmente black metal, in particolare il sound tipico della nuova ondata americana. Le atmosfere sono molto più cupe, come suggerito dalla copertina e i brani sono tutti molto lunghi dando spazio ad una maggiore presenza di elementi progressivi, post-rock e folk. La tendenza al black metal può essere probabilmente data dalla presenza nel disco del batterista Aesop Dekker dei Ludicra, parte integrante della band dal 2007. L'anno seguente la band parte per un tour europeo di grande successo insieme agli Alcest.

### Faustian Echoes
Nell'estate 2012 la band fa uscire a sorpresa un nuovo EP di materiale inedito composto da un'unica traccia di 20 minuti circa. Il disco prosegue sulla scia black metal dell'album precedente, concedendosi molte sperimentazioni senza però allontanarsi dal tipico marchio malinconico della band. L'unica traccia del disco verrà inoltre eseguito live in versione integrale durante il tour "Lucifer over Europe" del 2013 dove la band si esibisce per tutta Europa accompagnata dai londinesi Fen.

### The Serpent & the Sphere
Nell'autunno 2013 la band annuncia la lavorazione ad un nuovo album, che verrà poi presentato nel gennaio 2014 rivelandone il titolo, The Serpent & the Sphere e data di uscita, che viene fissata al 13 maggio 2014. Anche quest'album viene pubblicato attraverso la Profound Lore Records.

### Separazione e scioglimento
Il 13 maggio 2016 è stata rivelata, attraverso Facebook, la separazione tra il leader della band John Haughm e i restanti componenti. Tuttavia, il futuro della band era rimasto incerto.
Il 18 maggio, mentre dalla loro pagina Facebook sono scomparsi i messaggi postati in precedenza, sul loro sito ufficiale la band comunica lo scioglimento permanente.

### Reunion
Il 18 aprile 2023 il chitarrista Don Anderson annuncia che la band si riunirà, partecipando ad alcuni eventi dal vivo, con l'unica novità di Hunter Ginn alla batteria. La prima apparizione è avvenuta il 9 settembre 2023 al Prophecy Fest presso la Balver Höhle (Grotta di Balve) in Germania.

## Influenze
La musica degli Agalloch presenta un'alternanza di tracce vocali e tracce strumentali e, nonostante gli Agalloch siano catalogati nel genere black metal, la loro musica contiene diverse influenze e strutturazioni sonore, che includono forti commistioni con doom metal, dark ambient, noise, neofolk, post-industrial e post-rock. Temi ricorrenti nei testi degli Agalloch sono la malinconia, il mondo naturale, il paganesimo, folklore e cosmogonia, elementi che vengono messi in luce anche dalle scelte estetiche nelle copertine delle proprie produzioni.
In un'intervista del 2004 fatta da Dan Tobin a Jason William Walton e a John Haughm, i membri della band hanno citato tra le loro influenze gruppi come Katatonia, Ulver, The 3rd and the Mortal, Swans, Godspeed You! Black Emperor e Rush.

## Formazione
Attuale
- John Haughm – voce, chitarra (1995-2016; 2023-presente)
- Don Anderson – chitarra, tastiera (1995-2016; 2023-presente)
- Jason William Walton – basso (1995-2016; 2023-presente)
- Hunter Ginn – batteria (2023-presente)

Ex-componenti
- Aesop Dekker – batteria (2007-2016)
- Shane Breyer – tastiera (1995-1998)
- Chris Green – batteria, (2004-2007)

## Discografia

### Album in studio
- 1999 – Pale Folklore
- 2002 – The Mantle
- 2006 – Ashes Against the Grain
- 2010 – Marrow of the Spirit
- 2014 – The Serpent & the Sphere

### EP
- 2001 – Of Stone, Wind and Pillor
- 2003 – Tomorrow Will Never Come
- 2004 – The Grey
- 2008 – The White
- 2012 – Faustian Echoes

### Altre pubblicazioni
- 2004 – Agalloch/Nest Split 10" (split con Nest)
- 2008 – The Demonstration Archive (raccolta)